# Avelinópolis
| Avelinópolis                 | Avelinópolis               |
| ---------------------------- | -------------------------- |
|                              |                            |
| Wappen                       | Flagge                     |
| Wappen von Avelinópolis      | Flagge von Avelinópolis    |
| Karten                       |                            |
|                              |                            |
| Basisdaten                   |                            |
| Staat:                       | Brasilien (BRA)            |
| Bundesstaat:                 | Goiás (GO)                 |
| Mesoregion:                  | Zentral-Goiás              |
| Mikroregion:                 | Anicuns (GO)               |
| Geografische Lage:           | 16° 28′ S, 49° 45′ W       |
| Zeitzone:                    | UTC-3 Sommer: UTC-2        |
| Höhe ü. d. M.:               | 729 m                      |
| Fläche:                      | 174,235 km²                |
| Einwohner:                   | 2.450                      |
| Bevölkerungsdichte:          | 14,1 Einwohner / km²       |
| Telefonvorwahl:              | +5562                      |
| Postleitzahl (CEP):          | 75395-000                  |
| Adresse der Stadtverwaltung: |                            |
| Offizielle Website:          | www.avelinopolis.go.gov.br |
| E-Mail-Adresse:              |                            |
| Jahrestag:                   | 14. November               |
| Gemeindegründung:            | 1963                       |
| Gemeindecode:                | 520280                     |
| Politik                      |                            |
| Bürgermeister:               |                            |

Avelinópolis, amtlich Município de Avelinópolis, ist eine kleine brasilianische, politische Gemeinde im Bundesstaat Goiás in der Mesoregion Zentral-Goiás und in der Mikroregion Anicuns. Sie liegt westlich der brasilianischen Hauptstadt Brasília und von Goiânia, der Hauptstadt des Bundesstaates.
Auf dem Gemeindegebiet befindet sich auch die Ortschaft Allan Kardec.

## Geographische Lage
Avelinópolis grenzt
- im Nordosten an die Gemeinde Itaberaí
- im Osten an Araçcu, Caturaí und Goianira
- im Südosten an Santa Bárbara de Goiás
- im Südwesten an Nazário
- im Westen an Anicuns